# Acid Motherhood
Acid Motherhood je studiové album skupiny Gong, vydané v březnu 2004 u vydavatelství Mister E. Nahráno bylo ve studiu Tiger Eye v Austrálii a jeho producentem byl Zubin Henner.

## Seznam skladeb
| Pořadí | Název                  | Autor                                                             | Délka |
| ------ | ---------------------- | ----------------------------------------------------------------- | ----- |
| 1.     | Ocean of Molasses      | Daevid Allen, Dharmawan Bradbridge, Kawabata Makoto, Josh Pollock | 0:32  |
| 2.     | Supercotton            | Allen, Kawabata, Pollock                                          | 8:36  |
| 3.     | Olde Fooles Game       | Allen, Greg Sheehan                                               | 2:08  |
| 4.     | Zeroina                | Allen, Mike Howlett                                               | 2:56  |
| 5.     | Brainwash Me           | Allen, Pollock                                                    | 3:58  |
| 6.     | Monstah!               | Pollock                                                           | 2:31  |
| 7.     | Bible Study            | Ubuibi                                                            | 0:30  |
| 8.     | Bazuki Logix           | Kawabata                                                          | 4:15  |
| 9.     | Waving                 | Allen, Pollock                                                    | 4:05  |
| 10.    | Makototen              | Allen, Kawabata, Pollock                                          | 13:36 |
| 11.    | Schwitless in Molasses | Allen, Kawabata, Pollock                                          | 4:36  |

## Obsazení
- Daevid Allen – kytara, zpěv
- Dharmawan Bradbridge – baskytara
- Orlando Allen – bicí
- Josh Pollock – kytara
- Kawabata Makoto – kytara, buzuki
- Cotton Casino – syntezátor, hlasy
- Gilli Smyth – zpěv
- Greg Sheehan – perkuse
- Kurt Schwitters – zpěv